# 拉蒙·埃吉亚萨瓦尔
拉蒙·埃吉亚萨瓦尔（西班牙語：Ramón Eguiazábal，1896年4月14日—1939年），西班牙男子足球运动员，司职中场。他曾代表西班牙国家队参加1920年夏季奥林匹克运动会足球比赛，获得一枚银牌。